# Мотивация
Мотива́ция (от лат. movēre «двигать», в другом источнике от лат. moveo — двигать, побуждать) — побуждение к действию; психофизиологический процесс, управляющий поведением человека, задающий его направленность, организацию, активность и устойчивость; способность человека деятельно удовлетворять свои потребности и желания.
Побуждение (мотивация) или основание к действию может появиться совершенно внезапно и немедленно перейти в действие (импульсивные действия), или же оно может осуществиться через некоторый промежуток времени, и невозможно без заинтересованности, личной или общественной.

## Различные подходы к понятию
Существуют разные подходы к понятию побуждение («мотивация») или основание к действию.
Например, мотивация по мнению В. К. Вилюнасу — совокупная система процессов, отвечающих за побуждение и деятельность. А К. К. Платонов считает, что мотивация как явление психическое есть совокупность мотивов.

## Мотив
Мотив (лат. moveo «двигаю») — материальный или идеальный предмет, представляющий терминальную (окончательную) ценность для субъекта, определяющий направление его деятельности, достижение которого и выступает смыслом деятельности. Мотив выявляется субъектом посредством специфических переживаний, характеризующихся либо положительными эмоциями (от его достижения), либо отрицательными (от его утраты). Для осознания мотива требуется внутренняя работа. Впервые термин «мотивация» употребил в своей статье А. Шопенгауэр.
Мотив — одно из ключевых понятий психологической теории деятельности, разрабатывавшейся ведущими советскими психологами А. Н. Леонтьевым и С. Л. Рубинштейном. Наиболее простое определение мотива в рамках этой теории: мотив — это предмет потребности. Мотив часто путают с потребностью и целью, однако потребность — это, по сути, состояние организма, в котором ему объективно нечто требуется, а цель — результат сознательного целеполагания, психический образ того, что требуется в этом состоянии. Например: утоление жажды — потребность субъекта; представление того, как жажда будет утоляться субъектом — цель; бутылка с водой, к которой человек тянется — мотив. В таком контексте «мотив — это ресурс (в вышеприведённом примере — вода), стремление получить или сохранить который обусловливает поведение субъекта».

## Более подробный пример мотива
Представим ситуацию: субъект заперт в клетке, а на столе рядом с ним лежит ключ, однако изначально он его не замечает. В данной ситуации у субъекта сохраняется потребность в свободе — базовая потребность избежать заточения.
Цель - освобождение: субъект осознаёт, что для удовлетворения своей потребности ему необходимо каким-то образом покинуть клетку, например, открыв дверь. Однако, пока субъект не видит ключа на столе, он не обнаруживает возможности реализовать цель, и, следовательно, мотивация к действиям отсутствует — субъект не предпринимает попыток выбраться, полагая, что это невозможно.
Когда субъект замечает ключ на столе, он осознаёт наличие конкретного средства для достижения цели. Ключ становится мотивом, так как это объект, через который возможно выполнение цели и закрытие потребности. Мотив побуждает мотивацию к действию: субъект готов предпринимать усилия, чтобы завладеть ключом и открыть дверь, выполняя таким образом свою цель и, наконец, удовлетворяя свою потребность в свободе.

## Виды мотивации
Внешняя мотивация (экстринсивная) — мотивация, не связанная с содержанием определённой деятельности, но обусловленная внешними по отношению к субъекту обстоятельствами.
Внутренняя мотивация (интринсивная) — мотивация, связанная не с внешними обстоятельствами, а с самим содержанием деятельности.
Положительная и отрицательная мотивация. Мотивация, основанная на положительных стимулах, называется положительной. Мотивация, основанная на отрицательных стимулах, называется отрицательной.
Пример: конструкция «если я наведу порядок на столе, я получу конфету» или «если я не буду баловаться, то получу конфету» является положительной мотивацией. Конструкция «если я не наведу порядок на столе, то меня накажут» или «если я буду баловаться, то меня накажут» является отрицательной мотивацией.
Устойчивая и неустойчивая мотивация. Устойчивой считается мотивация, которая основана на нуждах человека, так как она не требует дополнительного подкрепления.
Различают два основных типа мотивации: «от» и «к», или «метод кнута и пряника».

## Теории мотивации
Теории мотивации анализируют факторы, оказывающие влияние на мотивацию. В значительной мере их предмет сконцентрирован на анализе потребностей и их влиянии на мотивацию. Изучение этих потребностей повлекло за собой появление трех главных направлений:
Содержательные теории мотивации изучают, какие потребности мотивируют человека к той или иной деятельности, какова их структура, какие потребности первичны, а какие вторичны, в каком порядке происходит их удовлетворение. Они изучают цели, к которым стремится человек. Главные теории данного направления: теория иерархии потребностей Маслоу; теория Альдерфера; теория приобретенных потребностей МакКлелланда; теория двух факторов Герцберга.
В процессуальных теориях мотивации акцент делается на объяснении процесса выбора поведения, способного привести к желаемым результатам. Процессуальные теории объясняют то, как человек распределяет усилия для достижения различных целей и как выбирает конкретный вид поведения. Основными в этом направлении считаются: теория Врума, теория Адамса, теория Портера-Лоулера, теория Локка и концепция партисипативного управления.
Теории, в основе которых лежит специфическая картина человека. Теории, в основе которых лежит специфическая картина работника, берут за основу определённый образец работника, его потребности и мотивы. К этим теориям относятся: теория Мак Грегора и теория Оучи.

## Иерархия потребностей Маслоу
В своей работе «Мотивация и личность» (1954) Маслоу предположил, что все потребности человека врождённые или инстинктивные и что они организованы в иерархическую систему приоритета или доминирования. Данные работы продолжили и другие учёные.
Потребности в порядке их очерёдности:
Физиологические потребности
Состоят из основных, первичных потребностей человека, иногда даже неосознанных. Иногда, в работах современных исследователей, их называют биологическими потребностями.
Потребность в безопасности
После удовлетворения физиологических потребностей их место в мотивационной жизни индивидуума занимают потребности другого уровня, которые в самом общем виде можно объединить в категорию безопасности (потребность в безопасности; в стабильности; в зависимости; в защите; в свободе от страха, тревоги и хаоса; потребность в структуре, порядке, законе, ограничениях; другие потребности).
Потребность в принадлежности и любви
Человек жаждет тёплых, дружеских отношений, ему нужна социальная группа, которая обеспечила бы его такими отношениями, семья, которая приняла бы его как своего.
Потребность в признании
Потребности этого уровня подразделяются на два класса.
В первый входят желания и стремления, связанные с понятием «достижение». Человеку необходимо ощущение собственного могущества, адекватности, компетентности, ему нужно чувство уверенности, независимости и свободы.
Во второй класс потребностей мы включаем потребность в репутации или в престиже (мы определяем эти понятия как уважение окружающих), потребность в завоевании статуса, внимания, признания, славы.
Потребность в самоактуализации
Ясно, что музыкант должен заниматься музыкой, художник — писать картины, а поэт — сочинять стихи, если, конечно, они хотят жить в мире с собой. Человек обязан быть тем, кем он может быть. Человек чувствует, что он должен соответствовать собственной природе. Эту потребность можно назвать потребностью в самоактуализации. Очевидно, что у разных людей эта потребность выражается по-разному. Один человек желает стать идеальным родителем, другой стремится достичь спортивных высот, третий пытается творить или изобретать. Похоже, что на этом уровне мотивации очертить пределы индивидуальных различий почти невозможно.
Можно назвать ряд социальных условий, необходимых для удовлетворения базовых потребностей; ненадлежащее исполнение этих условий может самым непосредственным образом воспрепятствовать удовлетворению базовых потребностей. К ним относятся познавательные и эстетические потребности.
Потребность в познании и понимании
Эстетические потребности
Эстетические потребности тесно переплетены и с конативными, и с когнитивными потребностями, и потому их чёткая дифференциация невозможна. Такие потребности, как потребность в порядке, в симметрии, в завершённости, в законченности, в системе, в структуре.
Потребности одного типа должны быть удовлетворены полностью прежде, чем другая потребность, более высокого уровня, проявится и станет действующей.
Теория А. Маслоу достаточно чётко сочетается с теорией мотивационного комплекса, которая так же предполагает наличие пяти групп потребностей. Однако эти потребности между собой связаны циклическими, а не иерархическими связями по типу 5-элементной схемы в китайской философии,
требуют первостепенного удовлетворения, а движение потребностей идёт снизу вверх (Т)- Альдерфер, в отличие от Маслоу, считает, что движение потребностей идёт снизу вверх и сверху вниз (); движение вверх по уровням он назвал процессом удовлетворения потребностей, а движение вниз — фрустрацией — процессом поражения в стремлении удовлетворить потребность.

## Оптимум мотивации
Известно, что для того, чтобы осуществлялась деятельность, необходима достаточная мотивация. Однако, если мотивация слишком сильна, увеличивается уровень активности и напряжения, вследствие чего в деятельности (и в поведении) наступают определённые разлады, то есть эффективность работы ухудшается. В таком случае высокий уровень мотивации вызывает нежелательные эмоциональные реакции (напряжение, волнение, стресс и т. п.), что приводит к ухудшению деятельности.
Экспериментально установлено, что существует определённый оптимум (оптимальный уровень) мотивации, при котором деятельность выполняется лучше всего (для данного человека, в конкретной ситуации). Последующее увеличение мотивации приведёт не к улучшению, а к ухудшению эффективности деятельности. Таким образом, очень высокий уровень мотивации не всегда является наилучшим. Существует определённая граница, за которой дальнейшее увеличение мотивации приводит к ухудшению результатов.
Такую зависимость называют законом Йеркса — Додсона. Эти учёные, исследуя влияние негативной мотивации на животных, в 1908 году установили, что для того, чтобы научить животных проходить лабиринт, наиболее оптимальной является средняя интенсивность мотивации (задавалась интенсивностью ударов тока).